# بهدان (الظهار)

تعديل مصدري - تعديل

بهدان محلة تابعة لقرية الحمامى، التابعة لعزلة ثواب الاسفل بمديرية الظهار إحدى مديريات محافظة إب في الجمهورية اليمنية.، بلغ تعداد سكانها 54 حسب تعداد اليمن لعام 2004.